# Крутой маршрут
«Крутой маршрут. Хроника времён культа личности» — воспоминания Евгении Гинзбург о периоде массовых политических репрессий в СССР, во время правления Иосифа Сталина и после.

## История публикации
В 1962 году Евгения Гинзбург отдала первую книгу и часть второй на рецензию в журналы «Новый мир» и «Юность». Однако, несмотря на положительные отзывы ряда авторитетных литературных работников, роман так и не был опубликован. Публикации романа в «Новом мире» воспротивился Александр Твардовский, сказав: 
Она [Гинзбург] заметила, что не все в порядке, только тогда, когда стали сажать коммунистов. А когда истребляли русское крестьянство, она считала это вполне естественным».
А к 1966 году стало ясно, что надежды на скорую публикацию нет и вовсе.
Впервые в Советском Союзе роман был опубликован в журнале «Даугава» (Рига) — начат в номере 7 за 1988 год и закончен в номере 6 за 1989 год. Вслед за этим, в том же 1989 году, был опубликован в виде отдельного двухтомника, также в Риге, издательством «Курсив» при Центральном комитете Коммунистической партии Латвии. Для оформления обложки был использован плакат Юриса Димитерса «1937 год».
Однако первая публикация романа произошла в 1967 году, в итальянском издательстве Mondadori, а вслед затем в других европейских издательствах и в США. Для этой публикации была использована неполная и неотредактированная версия. «Полное отчуждение произведения от его автора!» — сокрушалась позже Евгения Гинзбург.
В дальнейшем книга была дописана. Опубликована на родине автора спустя десятилетие после её смерти.

## Содержание
Жанр книги по определению автора — «Хроника времён культа личности».
Это не роман и не какой-либо другой из распространённых жанров литературы, это — исполненное боли эхо нашего недавнего прошлого, которое, тем не менее, не может не отозваться в человеческой душе полузабытым страхом и содроганием. Вещи, о которых здесь идёт речь, с трудом постигаются обычным человеческим разумом, хотя при чтении этих строк нигде не возникает и тени сомнения в их искренности и достоверности — правда встаёт из каждого слова во всей своей наготе и неотвратимости.

Василь Быков, из предисловия («Советский писатель», 1990)
В законченном виде произведение представляет собой три части, дифференцированные хронологически:
- Часть первая (48 глав, написана в 1967 году) — описывает события с момента убийства Кирова в 1934 году, арест Евгении Гинзбург в 1937-м и первые два года заключения в одиночной камере тюрьмы Ярославля.
- Часть вторая (28 глав, написана в 1975—1977 гг.) — перевод из Ярославля, отбывание срока в исправительно-трудовых лагерях Колымы.
- Часть третья (18 глав) — освобождение из лагеря, «пожизненное поселение» в Магадане, реабилитация в 1955 году.

В эпилоге описывается история создания книги, выражается надежда «на то, что если не я и не мой сын (сын Евгении Гинзбург — писатель Василий Аксёнов), то, может быть, хотя бы мой внук увидит эту книгу полностью напечатанной на нашей Родине».

## Художественные особенности
Книга примечательна тонким психологизмом, вниманием к деталями, глубиной анализа поведения людей. Евгении Соломоновне удается передать множество нюансов и оттенков человеческих взаимоотношений, характеров и особенностей личности  

## Экранизации
- В 2009 году по книге был снят фильм «Внутри вихря» с Эмили Уотсон в главной роли[10].
- В ноябре 2018 года было объявлено, что Павел Лунгин собирался снимать фильм по роману Евгении Гинзбург[11][12].